# Cavariella japonica
Cavariella japonica är en insektsart. Cavariella japonica ingår i släktet Cavariella och familjen långrörsbladlöss. Inga underarter finns listade i Catalogue of Life.